# Socijalizacija
Socijalizacija (lat. sociare‚ spojiti) označava proces tijekom kojeg osobe stječu stavove i sustava vrijednosti ili društvene norme određene kulture. Pojam je skovao francuski sociolog Emile Durkheim. 
Tijekom socijalizacije uče se ponašanja koja se smatraju prikladnima za članove određenog društva. Središnji zadatak socijaliziranja svakog novog naraštaja je prenošenje sustava zajedničkih vrijednosti. Socijalizacija počinje u obitelji koja se sastoji od jednog ili dva roditelja i njihove djece. Prema suvremenim shvaćanjima, proces socijalizacije uključuje i proces individualizacije pod kojim se podrazumijeva sposobnost pojedinca da nadilazi postojeću socijalnu danost i da se mijenja sukladno vlastitim potrebama. Najvažniji faktori socijalizacije su: obitelj, škola, kao i šira socijalna zajednica sa svojim formalnim i neformalnim institucijama.

## Obiteljski odgoj
Odgoj i socijalizacija počinje u obitelji, a najjače djeluje u predškolsko i mlađe školsko doba. U obiteljskoj sredini nastaju prva poimanja i predodžbe o svijetu i životu. Tada se oblikuju pojmovi, izgrađuju stavovi, uspostavljaju odnosi, prihvaćaju vrijednosni kriteriji.

## Školski odgoj
Škola je veoma značajan faktor socijalizacije djeteta. Razlozi za to su mnogobrojni. Dolazak u školu je prije svega dolazak u neku novu sredinu, u kojoj vrijede potpuno nova pravila i stroži zahtjevi, te se uspostavljaju potpuno novi i drugačiji odnosi od onih koje je dijete imalo u obitelji. Dolaskom u školu dijete dolazi u kontakt s potpuno novom socijalnom grupom. Tamo susreće vršnjake koje mu je slučaj dodijelio i na čiji izbor nije imao nikakvog utjecaja. Kakvi će efekti socijalizacije u školi biti ovisi i o nizu elemenata. Organizacija školskog života, ličnosti i karakter učitelja su najvažniji. Ali ne treba isključiti i osobine svakog djeteta, odnos učitelja prema njemu, odnos među učenicima. Efekt socijalizacije djeteta u školi ovisi i od odnosa roditelja prema školi. Negativan stav roditelja prema školi razvija i negativan stav djeteta, i obrnuto.

## Poveznice
- Obitelj
- Sociologija

## Vanjske poveznice
- pedagogija
- Socijalizacija djece